# Didymodon sinuosus
Didymodon sinuosus là một loài Rêu trong họ Pottiaceae. Loài này được (Mitt.) Delogne mô tả khoa học đầu tiên năm 1873.